# Rezoluce Rady bezpečnosti OSN č. 350
Rezoluce Rady bezpečnosti OSN č. 350, kterou Rada bezpečnosti OSN schválila 31. května 1974, vytvořila Pozorovatelskou misi OSN pro uvolňování napětí (UNDOF) za účelem monitorování příměří mezi Izraelem a Sýrií po jomkipurské válce. UNDOF byl původně založen na dobu šesti měsíců, nicméně jeho mandát byl následně prodlužován dalšími rezolucemi.
Rezoluce č. 350 byla schválena 13 hlasy, nikdo nehlasoval proti a Čína s Irákem se hlasování nezúčastnili.